# 스타하노프 운동

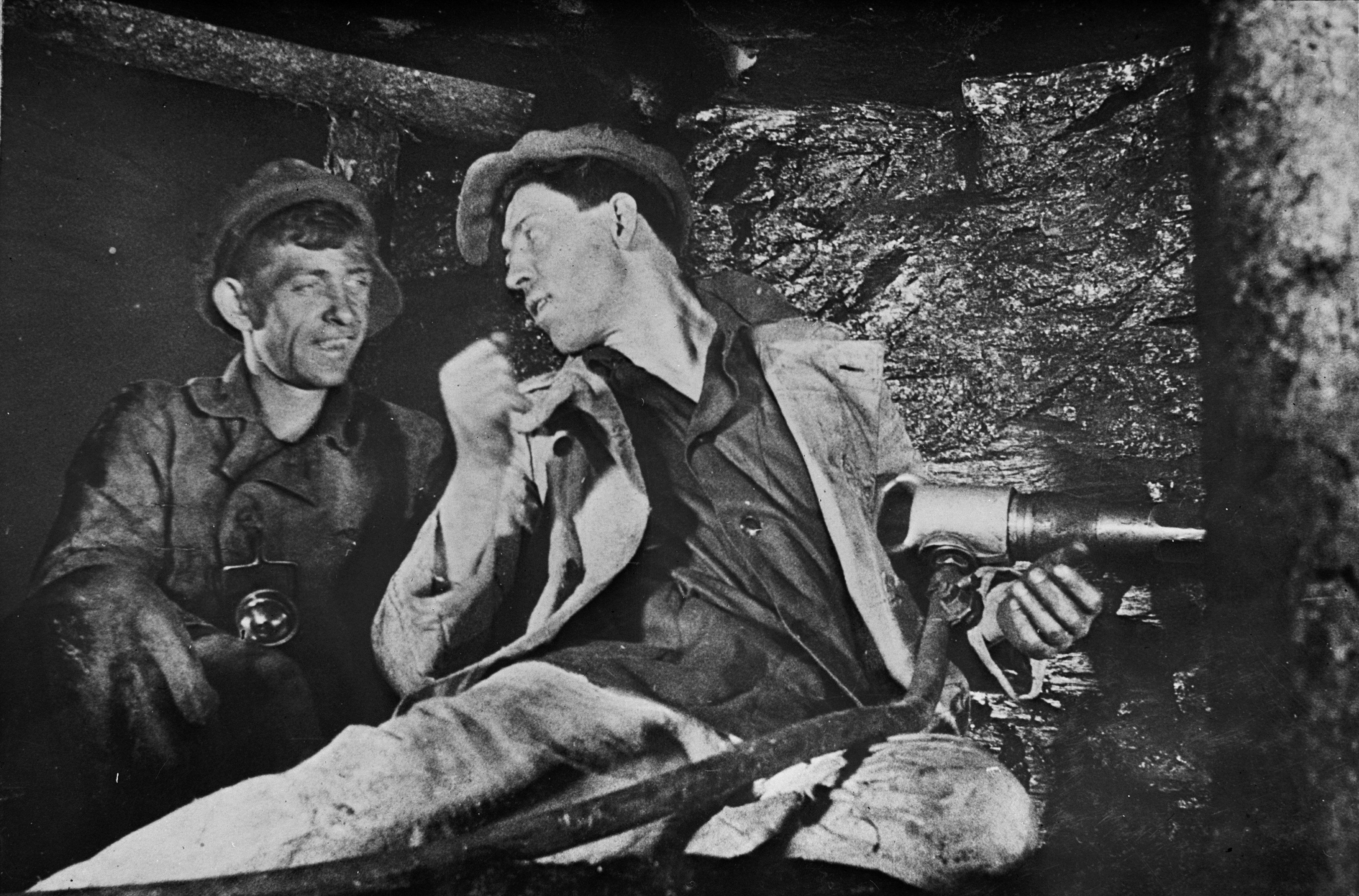
스타하노프와 광부들

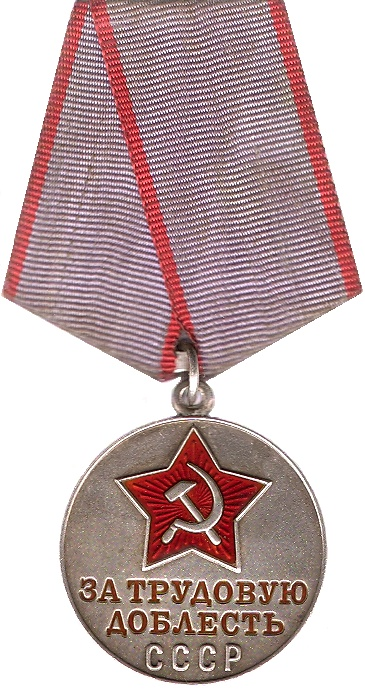
노동의 용기를 위하여 수여된 소비에트 메달

스타하노프 운동(러시아어: стахановец 스타하노베츠[*], 문화어: 쓰따하노브 운동)은 알렉세이 스타하노프로 대표되는 소련 노동자들의 목표초과달성과 노동생산성향상 운동이다.